# Sporophile de Nutting
Sporophila nuttingi
Espèce
Statut de conservation UICN

 LC  : Préoccupation mineure
Le Sporophile de Nutting (Sporophila nuttingi) est une espèce de passereau appartenant à la famille des Thraupidae.

## Répartition
Cet oiseau vit au Nicaragua, au Costa Rica et au Panama.